# Llista de topònims de Montblanc
Llista de topònims (noms propis de lloc) del municipi de Montblanc, a la Conca de Barberà
Informació actualitzada per un bot. Els canvis manuals es perdran quan s'actualitzi!

## carrer
| imatge | Nom                     | Ubicat a  | instància de | Detalls                                 | coordenades                                                                      | Protecció                                  | Commons (més fotos)                 | Dades a WD                    |
| ------ | ----------------------- | --------- | ------------ | --------------------------------------- | -------------------------------------------------------------------------------- | ------------------------------------------ | ----------------------------------- | ----------------------------- |
|        | Carrer Degà             | Montblanc | carrer       |                                         | 41° 22′ 37″ N, 1° 09′ 38″ E / 41.376953°N,1.160598°E                             |                                            | Carrer Degà                         | Modifica les dades a Wikidata |
|        | Carrer Desclergue       | Montblanc | carrer       |                                         | 41° 22′ 34″ N, 1° 09′ 43″ E / 41.376206°N,1.161865°E                             |                                            | Carrer Desclergue                   | Modifica les dades a Wikidata |
|        | Carrer Estudi Major     | Montblanc | carrer       |                                         | 41° 22′ 37″ N, 1° 09′ 40″ E / 41.376817°N,1.161065°E                             |                                            | Carrer Estudi Major                 | Modifica les dades a Wikidata |
|        | Carrer Major            | Montblanc | carrer       |                                         | 41° 22′ 35″ N, 1° 09′ 44″ E / 41.37637°N,1.16217°E                               |                                            | Carrer Major (Montblanc)            | Modifica les dades a Wikidata |
|        | Carrer Major de Rojals  | Montblanc | carrer       | Estil: arquitectura popular             | 41° 20′ 17″ N, 1° 06′ 43″ E / 41.33806°N,1.11185°E                               | bé integrant del patrimoni cultural català |                                     | Modifica les dades a Wikidata |
|        | carrer Escultor Belart  | Montblanc | carrer       |                                         | 41° 22′ 41″ N, 1° 09′ 42″ E / 41.378005°N,1.161644°E                             |                                            | Carrer Escultor Belart              | Modifica les dades a Wikidata |
|        | carrer Muralla Jaume II | Montblanc | carrer       |                                         | 41° 22′ 33″ N, 1° 09′ 50″ E / 41.375829°N,1.164005°E                             |                                            | Carrer Muralla Jaume II (Montblanc) | Modifica les dades a Wikidata |
|        | carrer d'Hortolans      | Montblanc | carrer       | Estil: arquitectura popular             | 41° 22′ 37″ N, 1° 09′ 42″ E / 41.376834°N,1.161668°E                             | bé integrant del patrimoni cultural català | Carrer d'Hortolans (Montblanc)      | Modifica les dades a Wikidata |
|        | carrer de la Civaderia  | Montblanc | carrer       | Estil: arquitectura gòtica 15th century | 41° 22′ 34″ N, 1° 09′ 43″ E / 41.37623°N,1.1619°E ca:C. de la Civaderia 341 msnm | bé integrant del patrimoni cultural català | Carrer de la Civaderia              | Modifica les dades a Wikidata |
|        | carrer de la Fusteria   | Montblanc | carrer       |                                         | 41° 22′ 32″ N, 1° 09′ 47″ E / 41.375535°N,1.163187°E                             |                                            | Carrer Fusteria (Montblanc)         | Modifica les dades a Wikidata |
|        | carrer de la Plebania   | Montblanc | carrer       | Estil: arquitectura gòtica 16th century | 41° 22′ 40″ N, 1° 09′ 43″ E / 41.37766°N,1.16186°E ca:C. de la Plebania 388 msnm | bé integrant del patrimoni cultural català | Carrer Plebania (Montblanc)         | Modifica les dades a Wikidata |
|        | carrer de les Corts     | Montblanc | carrer       |                                         | 41° 22′ 34″ N, 1° 09′ 48″ E / 41.376216°N,1.163364°E                             |                                            | Carrer de les Corts (Montblanc)     | Modifica les dades a Wikidata |

## casa
| imatge | Nom                                    | Ubicat a  | instància de | Detalls                                                 | coordenades                                                                                            | Protecció                                            | Commons (més fotos)                   | Dades a WD                    |
| ------ | -------------------------------------- | --------- | ------------ | ------------------------------------------------------- | --- | ---------------------------------------------------- | ------------------------------------- | ----------------------------- |
|        | Cal Malet de Montblanc                 | Montblanc | casa         |                                                         | 41° 22′ 36″ N, 1° 09′ 40″ E / 41.376587°N,1.16123°E ca:Plaça Major                                     |                                                      | Cal Malet de Montblanc                | Modifica les dades a Wikidata |
|        | Can Lluís                              | Montblanc | casa         | Estil: arquitectura popular                             | 41° 20′ 54″ N, 1° 12′ 43″ E / 41.348339°N,1.211971°E                                                   | bé integrant del patrimoni cultural català           |                                       | Modifica les dades a Wikidata |
|        | Can Ribé                               | Montblanc | casa         | Estil: arquitectura popular                             | 41° 20′ 53″ N, 1° 12′ 48″ E / 41.347977°N,1.213302°E                                                   | bé integrant del patrimoni cultural català           |                                       | Modifica les dades a Wikidata |
|        | Can Tibau                              | Montblanc | casa         | Estil: arquitectura popular                             | 41° 20′ 53″ N, 1° 12′ 48″ E / 41.347922°N,1.213303°E                                                   | bé integrant del patrimoni cultural català           |                                       | Modifica les dades a Wikidata |
|        | Casa Aguiló                            | Montblanc | casa         | Estil: arquitectura gòtica                              | 41° 22′ 37″ N, 1° 09′ 47″ E / 41.37706°N,1.16298°E ca:Carrer Sant Josep, 15                            | bé cultural d'interès local                          | Casa Aguiló (Montblanc)               | Modifica les dades a Wikidata |
|        | Casa Alfonso                           | Montblanc | casa         | Estil: arquitectura eclèctica                           | 41° 22′ 36″ N, 1° 09′ 41″ E / 41.376708°N,1.161435°E                                                   | bé integrant del patrimoni cultural català           | Casa Alfonso (Montblanc)              | Modifica les dades a Wikidata |
|        | Casa Cartanyà                          | Montblanc | casa         | Estil: arquitectura eclèctica                           | 41° 22′ 36″ N, 1° 09′ 40″ E / 41.376595°N,1.161244°E ca:Plaça Major                                    | bé integrant del patrimoni cultural català           | Casa Cartanyà a Montblanc             | Modifica les dades a Wikidata |
|        | Casa Desclergue                        | Montblanc | casa         | Estil: arquitectura gòtica arquitectura del Renaixement | 41° 22′ 35″ N, 1° 09′ 42″ E / 41.376395°N,1.16169°E ca:Plaça Major                                     | bé cultural d'interès local                          | Casal dels Desclergue                 | Modifica les dades a Wikidata |
|        | Casa Robusté                           | Montblanc | casa         | Estil: arquitectura modernista 1925                     | 41° 22′ 36″ N, 1° 09′ 51″ E / 41.376563°N,1.164043°E ca:Muralla de Santa Tecla, 37A – Carrer Riber, 42 |                                                      |                                       | Modifica les dades a Wikidata |
|        | Casal dels Josa                        | Montblanc | casa         | Estil: arquitectura gòtica                              | 41° 22′ 38″ N, 1° 09′ 42″ E / 41.3771°N,1.16175°E ca:Carrer Josa. 6                                    | bé d'interès cultural bé cultural d'interès nacional | Casal dels Josa (Montblanc)           | Modifica les dades a Wikidata |
|        | Palau Alenyà                           | Montblanc | casa         | Estil: arquitectura gòtica                              | 41° 22′ 37″ N, 1° 09′ 46″ E / 41.37704°N,1.162842°E ca:C. Sant Josep, 18. Montblanc                    | bé cultural d'interès local                          | Palau Alenyà (Montblanc)              | Modifica les dades a Wikidata |
|        | Palau Reial de Montblanc               | Montblanc | casa         | Estil: arquitectura gòtica                              | 41° 22′ 33″ N, 1° 09′ 40″ E / 41.375961°N,1.161021°E                                                   | bé integrant del patrimoni cultural català           | Palau Reial (Montblanc)               | Modifica les dades a Wikidata |
|        | Palau del Castlà                       | Montblanc | casa palau   | Estil: gòtic tardà                                      | 41° 22′ 33″ N, 1° 09′ 45″ E / 41.375831°N,1.162611°E ca:Plaça de Sant Miquel, 3 341 msnm               | bé d'interès cultural bé cultural d'interès nacional | Palau del Castlà                      | Modifica les dades a Wikidata |
|        | Plebania de Santa Maria de Montblanc   | Montblanc | casa         | Estil: arquitectura eclèctica                           | 41° 22′ 38″ N, 1° 09′ 40″ E / 41.377187°N,1.161157°E                                                   | bé integrant del patrimoni cultural català           | Rectoria de Santa Maria de Montblanc  | Modifica les dades a Wikidata |
|        | cal Giralt                             | Montblanc | casa         | 18th century                                            | 41° 22′ 32″ N, 1° 09′ 45″ E / 41.375631°N,1.162413°E ca:C. Major, 19 342 msnm                          | bé cultural d'interès local                          | Cal Giralt                            | Modifica les dades a Wikidata |
|        | casa Campsdepadrós                     | Montblanc | casa         | Estil: arquitectura barroca                             | 41° 22′ 32″ N, 1° 09′ 43″ E / 41.375549°N,1.162005°E                                                   | bé cultural d'interès local                          | Casa Campsdepadrós                    | Modifica les dades a Wikidata |
|        | casa Sanfeliu                          | Montblanc | casa         |                                                         | 41° 22′ 33″ N, 1° 09′ 44″ E / 41.375805°N,1.162339°E                                                   | bé cultural d'interès local                          | Casa Sanfeliu (Montblanc)             | Modifica les dades a Wikidata |
|        | casa a la muralla de Sant Francesc, 48 | Montblanc | casa         | Estil: arquitectura popular 18th century                | 41° 22′ 29″ N, 1° 09′ 44″ E / 41.374774°N,1.162095°E ca:Muralla de Sant Francesc, 48 347 msnm          |                                                      | Casa a la muralla de Sant Francesc 48 | Modifica les dades a Wikidata |
|        | cases del carrer Major, 128-132        | Montblanc | casa         | Estil: gòtic tardà arquitectura popular 15th century    | 41° 22′ 43″ N, 1° 09′ 43″ E / 41.378477°N,1.162056°E Carrer Major — 128-132                            | bé cultural d'interès local                          | Carrer Major, 128-132                 | Modifica les dades a Wikidata |
|        | el Xalet                               | Montblanc | casa         | Estil: modernisme català                                | 41° 22′ 40″ N, 1° 09′ 30″ E / 41.377735°N,1.158406°E                                                   | bé integrant del patrimoni cultural català           |                                       | Modifica les dades a Wikidata |
|        | fonda dels Àngels                      | Montblanc | casa         | Estil: arquitectura gòtica 15th century                 | 41° 22′ 36″ N, 1° 09′ 45″ E / 41.37671°N,1.1626°E ca:Pl. dels Àngels, 1 339 msnm                       | bé cultural d'interès local                          | Fonda dels Àngels (Montblanc)         | Modifica les dades a Wikidata |
|        | habitatge al carrer Major, 109         | Montblanc | casa         |                                                         | 41° 22′ 42″ N, 1° 09′ 43″ E / 41.378275°N,1.162002°E Carrer Major — 109                                | bé cultural d'interès local                          | Habitatge al carrer Major, 109        | Modifica les dades a Wikidata |
|        | habitatge al carrer Major, 138         | Montblanc | casa         |                                                         | 41° 22′ 43″ N, 1° 09′ 43″ E / 41.3785°N,1.16207°E Carrer Major — 138                                   |                                                      | Habitatge al carrer Major, 138        | Modifica les dades a Wikidata |
|        | habitatge al carrer Major, 18-20       | Montblanc | casa         |                                                         | 41° 22′ 31″ N, 1° 09′ 46″ E / 41.375281°N,1.16268°E                                                    | bé cultural d'interès local                          | Habitatge al carrer Major, 18-20      | Modifica les dades a Wikidata |
|        | habitatge al carrer Major, 70          | Montblanc | casa         |                                                         | 41° 22′ 37″ N, 1° 09′ 44″ E / 41.37681°N,1.16214°E Carrer Major — 70                                   |                                                      | Habitatge al carrer Major, 70         | Modifica les dades a Wikidata |
|        | habitatge al carrer Major, 78          | Montblanc | casa         |                                                         | 41° 22′ 37″ N, 1° 09′ 44″ E / 41.377°N,1.16217°E Carrer Major — 78                                     | bé cultural d'interès local                          | Habitatge al carrer Major, 78         | Modifica les dades a Wikidata |
|        | habitatge al carrer Major, 81          | Montblanc | casa         |                                                         | 41° 22′ 39″ N, 1° 09′ 44″ E / 41.37758°N,1.1621°E Carrer Major — 81                                    | bé cultural d'interès local                          | Habitatge al carrer Major, 81         | Modifica les dades a Wikidata |

## castell
| imatge | Nom                              | Ubicat a  | instància de | Detalls                     | coordenades                                                                   | Protecció                                            | Commons (més fotos)  | Dades a WD                    |
| ------ | -------------------------------- | --------- | ------------ | --------------------------- | ----------------------------------------------------------------------------- | ---------------------------------------------------- | -------------------- | ----------------------------- |
|        | Castell de la Guàrdia dels Prats | Montblanc | castell      | Estil: arquitectura popular | 41° 23′ 51″ N, 1° 10′ 13″ E / 41.397572°N,1.170235°E                          | bé integrant del patrimoni cultural català           |                      | Modifica les dades a Wikidata |
|        | Castell del Pla                  | Montblanc | castell      |                             | 41° 22′ 40″ N, 1° 09′ 39″ E / 41.377715°N,1.160711°E                          |                                                      |                      | Modifica les dades a Wikidata |
|        | castell de Prenafeta             | Montblanc | castell      |                             | 41° 22′ 35″ N, 1° 13′ 58″ E / 41.3764°N,1.23274°E ca:Prenafeta Vella 698 msnm | bé d'interès cultural bé cultural d'interès nacional | Castell de Prenafeta | Modifica les dades a Wikidata |

## cova
| imatge | Nom                         | Ubicat a  | instància de | Detalls | coordenades                                                         | Protecció | Commons (més fotos) | Dades a WD                    |
| ------ | --------------------------- | --------- | ------------ | ------- | ------------------------------------------------------------------- | --------- | ------------------- | ----------------------------- |
|        | Balma del Mas del Llor      | Montblanc | cova         |         | 41° 21′ 09″ N, 1° 06′ 51″ E / 41.3525478867565°N,1.11419110840751°E |           |                     | Modifica les dades a Wikidata |
|        | cova de la Baridana         | Montblanc | cova         |         | 41° 20′ 06″ N, 1° 05′ 36″ E / 41.3350267955135°N,1.09328184179401°E |           |                     | Modifica les dades a Wikidata |
|        | cova de les Ànimes          | Montblanc | cova         |         | 41° 19′ 29″ N, 1° 07′ 36″ E / 41.3246386976765°N,1.12655035043887°E |           |                     | Modifica les dades a Wikidata |
|        | cova del Mas del Llor       | Montblanc | cova         |         | 41° 21′ 09″ N, 1° 06′ 53″ E / 41.3524852634001°N,1.11476668280424°E |           |                     | Modifica les dades a Wikidata |
|        | coves del Barranc del Marià | Montblanc | cova         |         | 41° 18′ 43″ N, 1° 06′ 58″ E / 41.3119490171761°N,1.11615042165614°E |           |                     | Modifica les dades a Wikidata |
|        | la Covassa                  | Montblanc | cova         |         | 41° 20′ 45″ N, 1° 07′ 39″ E / 41.345732294539°N,1.12759506104017°E  |           |                     | Modifica les dades a Wikidata |

## creu de terme
| imatge | Nom                                                    | Ubicat a  | instància de  | Detalls                                 | coordenades                                                                        | Protecció                   | Commons (més fotos)                        | Dades a WD                    |
| ------ | ------------------------------------------------------ | --------- | ------------- | --------------------------------------- | ---------------------------------------------------------------------------------- | --------------------------- | ------------------------------------------ | ----------------------------- |
|        | Creu de terme Montblanc                                | Montblanc | creu de terme |                                         |                                                                                    |                             | Creu de terme Montblanc                    | Modifica les dades a Wikidata |
|        | creu de terme de Santa Anna                            | Prenafeta | creu de terme |                                         | 41° 23′ 03″ N, 1° 12′ 49″ E / 41.38424477770055°N,1.2135542618188435°E             |                             | Creu de terme de Santa Anna (Prenafeta)    | Modifica les dades a Wikidata |
|        | creu de terme de Santa Maria                           | Montblanc | creu de terme | Estil: arquitectura gòtica 14th century | 41° 22′ 38″ N, 1° 09′ 42″ E / 41.377137°N,1.16153°E ca:Pl. de Santa Maria 347 msnm | bé cultural d'interès local | Creu de terme original de Montblanc        | Modifica les dades a Wikidata |
|        | creu de terme de la carretera de Prenafeta (Montblanc) | Montblanc | creu de terme |                                         | 41° 22′ 41″ N, 1° 10′ 12″ E / 41.37793813197561°N,1.170008488472202°E              |                             | Creu de terme de la carretera de Prenafeta | Modifica les dades a Wikidata |

## curs d'aigua
| imatge | Nom                    | Ubicat a                                      | instància de | Detalls                                               | coordenades                                                                                               | Protecció | Commons (més fotos)  | Dades a WD                    |
| ------ | ---------------------- | --------------------------------------------- | ------------ | ----------------------------------------------------- | --- | --------- | -------------------- | ----------------------------- |
|        | Anguera                | Sarral Barberà de la Conca Pira Montblanc     | curs d'aigua | Desemboca: Francolí Llarg: 17.7km                     | 41° 26′ 48″ N, 1° 19′ 10″ E / 41.446774°N,1.319347°E 41° 22′ 00″ N, 1° 10′ 54″ E / 41.366528°N,1.18168°E  |           | Riu Anguera          | Modifica les dades a Wikidata |
|        | Barranc de la Pasquala | Montblanc                                     | curs d'aigua | Desemboca: Francolí Llarg: 5.5km                      | 41° 21′ 51″ N, 1° 07′ 01″ E / 41.364091°N,1.11703°E 41° 22′ 17″ N, 1° 10′ 33″ E / 41.371496°N,1.1758°E    |           |                      | Modifica les dades a Wikidata |
|        | Francolí               | Conca de Barberà Alt Camp Tarragonès          | curs d'aigua | Desemboca: mar Mediterrània Llarg: 60km Conca: 838km² | 41° 23′ 56″ N, 1° 03′ 08″ E / 41.398944°N,1.052333°E 41° 06′ 24″ N, 1° 13′ 39″ E / 41.106639°N,1.227446°E |           | Francolí River       | Modifica les dades a Wikidata |
|        | el Brugent             | Capafonts Mont-ral Montblanc Vilaverd la Riba | curs d'aigua | Desemboca: Francolí Llarg: 18km Conca: 69km²          | 41° 16′ 07″ N, 1° 03′ 09″ E / 41.268701°N,1.052608°E 41° 19′ 08″ N, 1° 10′ 49″ E / 41.318833°N,1.180164°E |           | Brugent del Francolí | Modifica les dades a Wikidata |

## edifici
| imatge | Nom                                          | Ubicat a  | instància de           | Detalls                                                                          | coordenades                                                                               | Protecció                                  | Commons (més fotos)                       | Dades a WD                    |
| ------ | -------------------------------------------- | --------- | ---------------------- | -------------------------------------------------------------------------------- | ----------------------------------------------------------------------------------------- | ------------------------------------------ | ----------------------------------------- | ----------------------------- |
|        | Antic Hospital de Santa Magdalena            | Montblanc | edifici antic hospital |                                                                                  | 41° 22′ 47″ N, 1° 09′ 41″ E / 41.37971944°N,1.16152222°E                                  | bé cultural d'interès local                | Hospital de Santa Magdalena de Montblanc  | Modifica les dades a Wikidata |
|        | Antiga presó de Montblanc                    | Montblanc | edifici                |                                                                                  | 41° 22′ 40″ N, 1° 09′ 42″ E / 41.377698°N,1.161535°E ca:C. de la Pedrera 353 msnm         | bé cultural d'interès local                | Presó Nova (Montblanc)                    | Modifica les dades a Wikidata |
|        | Barrack of the Guardia Civil in Montblanc    | Montblanc | edifici                |                                                                                  |                                                                                           |                                            | Barrack of the Guardia Civil in Montblanc | Modifica les dades a Wikidata |
|        | Celler Cooperatiu de Montblanc               | Montblanc | edifici                | Arquitecte: Cèsar Martinell i Brunet Estil: arquitectura modernista 19th century | 41° 22′ 44″ N, 1° 09′ 48″ E / 41.378826°N,1.163332°E ca:Muralla de Santa Tecla, 54-56     |                                            |                                           | Modifica les dades a Wikidata |
|        | Celler del Sindicat de Vinaters de Montblanc | Montblanc | edifici                | Arquitecte: Cèsar Martinell i Brunet Estil: arquitectura modernista              | 41° 22′ 43″ N, 1° 09′ 48″ E / 41.378731°N,1.163226°E                                      | bé cultural d'interès local                | Sindicat de Vinyaters (Montblanc)         | Modifica les dades a Wikidata |
|        | Consell Comarcal de la Conca de Barberà      | Montblanc | edifici                |                                                                                  | 41° 22′ 37″ N, 1° 09′ 46″ E / 41.3769135923662°N,1.16271818884972°E                       |                                            |                                           | Modifica les dades a Wikidata |
|        | Horta i caseta                               | Montblanc | edifici                | Estil: modernisme català                                                         |                                                                                           | bé integrant del patrimoni cultural català |                                           | Modifica les dades a Wikidata |
|        | Jutjat de Montblanc                          | Montblanc | edifici                | Estil: arquitectura eclèctica                                                    | 41° 22′ 38″ N, 1° 09′ 40″ E / 41.377147°N,1.16108°E                                       | bé integrant del patrimoni cultural català | Jutjat de Montblanc                       | Modifica les dades a Wikidata |
|        | Rectoria de Santa Maria de Montblanc         | Montblanc | edifici                |                                                                                  | 41° 22′ 38″ N, 1° 09′ 40″ E / 41.37719°N,1.16116°E                                        |                                            | Rectoria de Santa Maria de Montblanc      | Modifica les dades a Wikidata |
|        | Teatre l'Artesana de Montblanc               | Montblanc | edifici                |                                                                                  | 41° 22′ 40″ N, 1° 09′ 42″ E / 41.377731°N,1.161786°E carrer de la Plebania                | bé cultural d'interès local                | Teatre de l'Artesana                      | Modifica les dades a Wikidata |
|        | antiga Hostatgeria de Sant Francesc          | Montblanc | edifici                | Estil: arquitectura barroca 18th century                                         | 41° 22′ 28″ N, 1° 09′ 46″ E / 41.37451°N,1.16291°E ca:C. de Miquel Alfons, 1-3 344 msnm   | bé integrant del patrimoni cultural català | Antiga Hostatgeria de Sant Francesc       | Modifica les dades a Wikidata |
|        | les Monges Velles                            | Montblanc | edifici                | Estil: arquitectura gòtica arquitectura popular 15th century                     | 41° 22′ 32″ N, 1° 09′ 43″ E / 41.375675°N,1.161873°E ca:C. Poblet i Teixidor, 10 343 msnm | bé integrant del patrimoni cultural català | Les Monges Velles (Montblanc)             | Modifica les dades a Wikidata |
|        | sindicat Agrícola de Lilla                   | Montblanc | edifici                | Estil: arquitectura popular 20th century                                         | 41° 20′ 55″ N, 1° 12′ 44″ E / 41.348572°N,1.212109°E ca:C. Avall, 4, Lilla 480 msnm       | bé integrant del patrimoni cultural català | Sindicat Agrícola de Lilla                | Modifica les dades a Wikidata |

## entitat singular de població
| imatge | Nom                   | Ubicat a  | instància de                                   | Detalls  | coordenades                                                                              | Protecció | Commons (més fotos)   | Dades a WD                    |
| ------ | --------------------- | --------- | ---------------------------------------------- | -------- | ---------------------------------------------------------------------------------------- | --------- | --------------------- | ----------------------------- |
|        | Lilla                 | Montblanc | entitat singular de població                   | 103 hab  | 41° 20′ 54″ N, 1° 12′ 44″ E / 41.34833333°N,1.21222222°E ca:Ctra. N-240, km 30 483 msnm  |           | Lilla (Montblanc)     | Modifica les dades a Wikidata |
|        | Montblanc             | Montblanc | entitat singular de població capital municipal | 7117 hab | 41° 22′ 35″ N, 1° 09′ 42″ E / 41.37636°N,1.16163°E 345 msnm                              |           |                       | Modifica les dades a Wikidata |
|        | Prenafeta             | Montblanc | entitat singular de població                   | 78 hab   | 41° 22′ 43″ N, 1° 13′ 23″ E / 41.37868056°N,1.22316667°E 466 msnm                        |           | Prenafeta             | Modifica les dades a Wikidata |
|        | Rojals                | Montblanc | entitat singular de població                   | 49 hab   | 41° 20′ 17″ N, 1° 06′ 44″ E / 41.33808889°N,1.11227778°E ca:Ctra. TV-7042, km 0 978 msnm |           | Rojals (Montblanc)    | Modifica les dades a Wikidata |
|        | el Pinetell           | Montblanc | entitat singular de població                   | 9 hab    | 41° 18′ 46″ N, 1° 07′ 33″ E / 41.31267222°N,1.12591389°E 610 msnm                        |           | El Pinetell           | Modifica les dades a Wikidata |
|        | la Guàrdia dels Prats | Montblanc | entitat singular de població                   | 183 hab  | 41° 23′ 49″ N, 1° 10′ 15″ E / 41.397075°N,1.17095°E 363 msnm                             |           | La Guàrdia dels Prats | Modifica les dades a Wikidata |

## església
| imatge | Nom                                           | Ubicat a                        | instància de                                    | Detalls                                                       | coordenades                                                                                  | Protecció                                            | Commons (més fotos)                                 | Dades a WD                    |
| ------ | --------------------------------------------- | ------------------------------- | ----------------------------------------------- | ------------------------------------------------------------- | -------------------------------------------------------------------------------------------- | ---------------------------------------------------- | --------------------------------------------------- | ----------------------------- |
|        | Antiga església de Sant Salvador de Prenafeta | Montblanc                       | església                                        | Estil: arquitectura romànica                                  | 41° 22′ 37″ N, 1° 14′ 01″ E / 41.376973°N,1.233595°E                                         | bé integrant del patrimoni cultural català           |                                                     | Modifica les dades a Wikidata |
|        | Mare de Déu de la Serra                       | Montblanc                       | església                                        | Estil: arquitectura gòtica 14th century                       | 41° 22′ 43″ N, 1° 09′ 26″ E / 41.378506°N,1.157311°E ca:Pl. de la Serra 363 msnm             | bé cultural d'interès local                          | Santuari de la Mare de Déu de la Serra de Montblanc | Modifica les dades a Wikidata |
|        | Sant Jaume de la Guàrdia dels Prats           | la Guàrdia dels Prats           | església                                        | Estil: arquitectura romànica arquitectura gòtica 12nd century | 41° 23′ 50″ N, 1° 10′ 16″ E / 41.397244°N,1.171122°E ca:Pl. de l'Església 357 msnm           | bé cultural d'interès local                          | Sant Jaume de la Guàrdia dels Prats                 | Modifica les dades a Wikidata |
|        | Sant Joan de Lilla                            | Montblanc                       | església                                        | Estil: arquitectura gòtica                                    | 41° 20′ 55″ N, 1° 12′ 45″ E / 41.348504°N,1.212374°E ca:Lilla, ctra N-240                    | bé integrant del patrimoni cultural català           | Sant Joan de Lilla                                  | Modifica les dades a Wikidata |
|        | Sant Joan de la Muntanya                      | Montblanc                       | església ermita                                 |                                                               | 41° 22′ 24″ N, 1° 07′ 44″ E / 41.37333333°N,1.12888889°E                                     |                                                      | Ermita de Sant Joan (Montblanc)                     | Modifica les dades a Wikidata |
|        | Sant Pere del Pinetell                        | Montblanc                       | església                                        | Estat: ruïnós                                                 | 41° 23′ 30″ N, 1° 11′ 30″ E / 41.391763°N,1.191784°E 360 msnm                                |                                                      |                                                     | Modifica les dades a Wikidata |
|        | Sant Salvador de Prenafeta                    | Montblanc                       | església                                        | Estil: arquitectura barroca arquitectura popular 18th century | 41° 22′ 43″ N, 1° 13′ 23″ E / 41.378475°N,1.223036°E ca:Prenafeta 469 msnm                   | bé integrant del patrimoni cultural català           | Sant Salvador de Prenafeta                          | Modifica les dades a Wikidata |
|        | Sant Salvador de Rojals                       | Montblanc                       | església                                        | Estil: arquitectura romànica                                  | 41° 20′ 19″ N, 1° 06′ 49″ E / 41.3386°N,1.11349°E ca:Rojals                                  | bé cultural d'interès local                          | Sant Salvador de Rojals                             | Modifica les dades a Wikidata |
|        | Santa Anna de Montornès                       | Montblanc                       | església                                        | Estil: arquitectura gòtica                                    | 41° 23′ 03″ N, 1° 12′ 50″ E / 41.3841°N,1.21382°E                                            | bé cultural d'interès local                          | Santa Anna de Barberà                               | Modifica les dades a Wikidata |
|        | Santa Maria de Montblanc                      | Montblanc                       | església                                        | Estil: arquitectura rococó arquitectura gòtica 14th century   | 41° 22′ 38″ N, 1° 09′ 41″ E / 41.37733333°N,1.16138333°E ca:Plaça de Santa Maria, 2 348 msnm | bé d'interès cultural bé cultural d'interès nacional | Santa Maria de Montblanc                            | Modifica les dades a Wikidata |
|        | Santa Maria dels Prats                        | Montblanc la Guàrdia dels Prats | església                                        | Estil: arquitectura gòtica                                    | 41° 24′ 27″ N, 1° 10′ 20″ E / 41.40753°N,1.1723°E                                            |                                                      | Santa Maria dels Prats                              | Modifica les dades a Wikidata |
|        | Santuari de Santa Maria dels Prats            | Montblanc                       | església                                        | Estil: arquitectura gòtica                                    | 41° 24′ 27″ N, 1° 10′ 20″ E / 41.407533°N,1.172297°E                                         | bé cultural d'interès local                          | Santa Maria dels Prats                              | Modifica les dades a Wikidata |
|        | convent de Sant Francesc de Montblanc         | Montblanc                       | església jaciment arqueològic convent franciscà | Estil: arquitectura gòtica                                    | 41° 22′ 28″ N, 1° 09′ 45″ E / 41.37446111°N,1.16251389°E 345 msnm                            | bé cultural d'interès nacional                       | Convent de Sant Francesc de Montblanc               | Modifica les dades a Wikidata |
|        | convent de la Mercè de Montblanc              | Montblanc                       | església monestir                               |                                                               | 41° 22′ 56″ N, 1° 09′ 43″ E / 41.38230556°N,1.16192222°E                                     | bé cultural d'interès local                          |                                                     | Modifica les dades a Wikidata |
|        | el Pinetell de Barberà                        | Montblanc                       | església                                        | Estil: arquitectura romànica                                  | 41° 23′ 30″ N, 1° 11′ 30″ E / 41.391747°N,1.191799°E                                         | bé integrant del patrimoni cultural català           | El Pinetell de Barberà                              | Modifica les dades a Wikidata |
|        | ermita de Sant Josep de Montblanc             | Montblanc                       | església ermita                                 | Estil: arquitectura popular 17th century                      | 41° 22′ 00″ N, 1° 09′ 15″ E / 41.366578°N,1.1541°E 376 msnm                                  | bé integrant del patrimoni cultural català           | Ermita de Sant Josep de Montblanc                   | Modifica les dades a Wikidata |
|        | església de Sant Miquel de Montblanc          | Montblanc                       | església                                        | Estil: arquitectura romànica arquitectura gòtica 13rd century | 41° 22′ 33″ N, 1° 09′ 46″ E / 41.375968°N,1.162658°E ca:C. Major                             | bé cultural d'interès local                          | Sant Miquel de Montblanc                            | Modifica les dades a Wikidata |
|        | església de Santa Tecla                       | Montblanc                       | església                                        | Estil: barroc                                                 | 41° 22′ 39″ N, 1° 09′ 45″ E / 41.377511°N,1.162528°E                                         | bé integrant del patrimoni cultural català           | Església de Santa Tecla (Montblanc)                 | Modifica les dades a Wikidata |
|        | església de l'Hospital de Santa Magdalena     | Montblanc                       | església                                        | Estil: arquitectura gòtica                                    | 41° 22′ 47″ N, 1° 09′ 41″ E / 41.379719°N,1.161522°E                                         | bé cultural d'interès local                          | Església de l'Hospital de Santa Magdalena           | Modifica les dades a Wikidata |
|        | església-hospital Sant Marçal                 | Montblanc                       | església                                        | Estil: arquitectura gòtica                                    | 41° 22′ 39″ N, 1° 09′ 32″ E / 41.37737222°N,1.15899167°E                                     | bé cultural d'interès local                          | Església de Sant Marçal                             | Modifica les dades a Wikidata |

## font
| imatge | Nom                           | Ubicat a  | instància de | Detalls                                      | coordenades                                                                                             | Protecció                                  | Commons (més fotos)               | Dades a WD                    |
| ------ | ----------------------------- | --------- | ------------ | -------------------------------------------- | --- | ------------------------------------------ | --------------------------------- | ----------------------------- |
|        | Font Major                    | Montblanc | font         | Estil: arquitectura neoclàssica              | 41° 22′ 35″ N, 1° 09′ 40″ E / 41.376464°N,1.161072°E 41° 22′ 35″ N, 1° 09′ 40″ E / 41.37646°N,1.16107°E | bé integrant del patrimoni cultural català | Font Major a Montblanc            | Modifica les dades a Wikidata |
|        | font al baluard de Santa Anna | Montblanc | font         | Estil: arquitectura neoclàssica 19th century | 41° 22′ 44″ N, 1° 09′ 41″ E / 41.37901°N,1.16142°E ca:Baluard de Santa Anna 339 msnm                    | bé integrant del patrimoni cultural català | Font del Raval a Montblanc        | Modifica les dades a Wikidata |
|        | font d'en Garró               | Montblanc | font         |                                              | 41° 21′ 12″ N, 1° 05′ 57″ E / 41.3534456570634°N,1.09923509635859°E                                     |                                            |                                   | Modifica les dades a Wikidata |
|        | font de Sant Francesc         | Montblanc | font         | Estil: arquitectura neoclàssica 19th century | 41° 22′ 29″ N, 1° 09′ 46″ E / 41.37464°N,1.16269°E ca:Muralla de Sant Francesc - c. Major 344 msnm      | bé cultural d'interès local                | Font de Sant Francesc a Montblanc | Modifica les dades a Wikidata |
|        | font de Sant Miguel           | Montblanc | font         |                                              | 41° 22′ 33″ N, 1° 09′ 46″ E / 41.375968°N,1.162658°E                                                    |                                            | Font de Sant Miguel a Montblanc   | Modifica les dades a Wikidata |
|        | font de l'Agustinet del Frare | Montblanc | font         |                                              | 41° 22′ 56″ N, 1° 07′ 25″ E / 41.382327574413°N,1.123654278378°E                                        |                                            |                                   | Modifica les dades a Wikidata |
|        | font de l'Anna                | Montblanc | font         |                                              | 41° 20′ 34″ N, 1° 06′ 17″ E / 41.3427909263153°N,1.10473209293335°E                                     |                                            |                                   | Modifica les dades a Wikidata |
|        | font de la Ceba               | Montblanc | font         |                                              | 41° 23′ 14″ N, 1° 09′ 12″ E / 41.3873°N,1.15326°E                                                       |                                            | Font de la Ceba a Montblanc       | Modifica les dades a Wikidata |
|        | font de la Fruita             | Montblanc | font         | Estil: arquitectura popular                  | 41° 22′ 35″ N, 1° 09′ 49″ E / 41.376489°N,1.163569°E                                                    | bé integrant del patrimoni cultural català | Font de la Fruita (Montblanc)     | Modifica les dades a Wikidata |
|        | font de la Gruta              | Montblanc | font         |                                              | 41° 22′ 03″ N, 1° 08′ 20″ E / 41.3673689278438°N,1.13879936353094°E                                     |                                            |                                   | Modifica les dades a Wikidata |
|        | font de la Pleta              | Montblanc | font         |                                              | 41° 23′ 02″ N, 1° 13′ 41″ E / 41.3840089478137°N,1.22803154725324°E                                     |                                            |                                   | Modifica les dades a Wikidata |
|        | font de la Pollosa            | Montblanc | font         |                                              | 41° 20′ 27″ N, 1° 06′ 55″ E / 41.340758786955°N,1.115287387222°E                                        |                                            |                                   | Modifica les dades a Wikidata |
|        | font de la Tossa              | Montblanc | font         |                                              | 41° 22′ 47″ N, 1° 07′ 37″ E / 41.3796426636037°N,1.12696923655823°E                                     |                                            |                                   | Modifica les dades a Wikidata |
|        | font del Gallaret             | Montblanc | font         |                                              | 41° 22′ 47″ N, 1° 07′ 56″ E / 41.379762927405°N,1.1320988759157°E                                       |                                            |                                   | Modifica les dades a Wikidata |
|        | font del Grèvol               | Montblanc | font         |                                              | 41° 19′ 53″ N, 1° 05′ 03″ E / 41.3314265840814°N,1.08422152161879°E                                     |                                            |                                   | Modifica les dades a Wikidata |
|        | font del Vall                 | Montblanc | font         | Estil: arquitectura popular                  | 41° 22′ 38″ N, 1° 09′ 33″ E / 41.377233°N,1.159129°E                                                    | bé integrant del patrimoni cultural català | Font de Sant Marçal a Montblanc   | Modifica les dades a Wikidata |
|        | font dels Capellans           | Montblanc | font         |                                              | 41° 22′ 41″ N, 1° 07′ 51″ E / 41.377942961364°N,1.1309551639599°E                                       |                                            |                                   | Modifica les dades a Wikidata |
|        | fonts de Lilla                | Montblanc | font         |                                              | 41° 20′ 48″ N, 1° 13′ 07″ E / 41.3466479326285°N,1.21873015923554°E                                     |                                            |                                   | Modifica les dades a Wikidata |
|        | les Fontanelles               | Montblanc | font         |                                              | 41° 20′ 10″ N, 1° 06′ 04″ E / 41.3360217399139°N,1.10108359534956°E                                     |                                            |                                   | Modifica les dades a Wikidata |

## fornícula
| imatge | Nom                       | Ubicat a  | instància de | Detalls                     | coordenades                                                           | Protecció                   | Commons (més fotos)                   | Dades a WD                    |
| ------ | ------------------------- | --------- | ------------ | --------------------------- | --------------------------------------------------------------------- | --------------------------- | ------------------------------------- | ----------------------------- |
|        | Capella de Sant Cristòfor | Montblanc | fornícula    |                             |                                                                       |                             | Capella de Sant Cristòfor (Montblanc) | Modifica les dades a Wikidata |
|        | Capella de Sant Roc       | Montblanc | fornícula    |                             | 41° 22′ 38″ N, 1° 09′ 44″ E / 41.377143°N,1.162176°E ca:C. Major, 82  | bé cultural d'interès local | Capella de Sant Roc (Montblanc)       | Modifica les dades a Wikidata |
|        | Capelleta de Sant Antoni  | Montblanc | fornícula    | Estil: arquitectura popular | 41° 22′ 44″ N, 1° 09′ 43″ E / 41.378753°N,1.161892°E ca:C. Major, 125 | bé cultural d'interès local | Capelleta de Sant Antoni (Montblanc)  | Modifica les dades a Wikidata |

## indret
| imatge | Nom               | Ubicat a                      | instància de | Detalls | coordenades                                          | Protecció | Commons (més fotos) | Dades a WD                    |
| ------ | ----------------- | ----------------------------- | ------------ | ------- | ---------------------------------------------------- | --------- | ------------------- | ----------------------------- |
|        | Montornès         | Barberà de la Conca Montblanc | indret       |         | 41° 23′ 18″ N, 1° 13′ 03″ E / 41.388466°N,1.217448°E |           |                     | Modifica les dades a Wikidata |
|        | Toll de l'Esqueix | Montblanc la Riba             | indret       |         | 41° 18′ 22″ N, 1° 07′ 08″ E / 41.30623°N,1.119017°E  |           | Toll de l'Esqueix   | Modifica les dades a Wikidata |

## jaciment arqueològic
| imatge | Nom                                 | Ubicat a  | instància de                                | Detalls | coordenades                                          | Protecció                                                                                        | Commons (més fotos) | Dades a WD                    |
| ------ | ----------------------------------- | --------- | ------------------------------------------- | ------- | ---------------------------------------------------- | ------------------------------------------------------------------------------------------------ | ------------------- | ----------------------------- |
|        | Abric de la Baridana I              | Montblanc | jaciment arqueològic gruta amb art rupestre |         | 41° 20′ 06″ N, 1° 05′ 39″ E / 41.335125°N,1.09418°E  | bé d'interès cultural lloc component de Patrimoni de la Humanitat bé cultural d'interès nacional |                     | Modifica les dades a Wikidata |
|        | Abric de la Baridana II             | Montblanc | jaciment arqueològic gruta amb art rupestre |         | 41° 20′ 06″ N, 1° 05′ 38″ E / 41.334967°N,1.09375°E  | bé d'interès cultural lloc component de Patrimoni de la Humanitat bé cultural d'interès nacional |                     | Modifica les dades a Wikidata |
|        | Abric de la Daixa                   | Montblanc | jaciment arqueològic gruta amb art rupestre |         | 41° 19′ 26″ N, 1° 06′ 25″ E / 41.32377°N,1.1069°E    | bé cultural d'interès nacional                                                                   |                     | Modifica les dades a Wikidata |
|        | Britus I                            | Montblanc | jaciment arqueològic gruta amb art rupestre |         | 41° 19′ 21″ N, 1° 06′ 26″ E / 41.3226°N,1.1071°E     | bé d'interès cultural lloc component de Patrimoni de la Humanitat bé cultural d'interès nacional |                     | Modifica les dades a Wikidata |
|        | Britus II                           | Montblanc | jaciment arqueològic gruta amb art rupestre |         | 41° 19′ 25″ N, 1° 06′ 24″ E / 41.3237°N,1.1068°E     | bé d'interès cultural lloc component de Patrimoni de la Humanitat bé cultural d'interès nacional |                     | Modifica les dades a Wikidata |
|        | Britus III                          | Montblanc | jaciment arqueològic gruta amb art rupestre |         | 41° 19′ 22″ N, 1° 06′ 25″ E / 41.32272°N,1.10684°E   | bé cultural d'interès nacional                                                                   |                     | Modifica les dades a Wikidata |
|        | Mas d'en Llort                      | Montblanc | jaciment arqueològic gruta amb art rupestre |         | 41° 21′ 10″ N, 1° 06′ 43″ E / 41.3529°N,1.112°E      | bé d'interès cultural lloc component de Patrimoni de la Humanitat bé cultural d'interès nacional |                     | Modifica les dades a Wikidata |
|        | Mas d'en Roquerol                   | Montblanc | jaciment arqueològic gruta amb art rupestre |         | 41° 19′ 13″ N, 1° 04′ 10″ E / 41.3203°N,1.06951°E    | bé cultural d'interès nacional                                                                   |                     | Modifica les dades a Wikidata |
|        | abric del Mas d'en Carles           | Montblanc | jaciment arqueològic gruta amb art rupestre |         | 41° 19′ 53″ N, 1° 06′ 03″ E / 41.331341°N,1.100951°E | bé d'interès cultural lloc component de Patrimoni de la Humanitat bé cultural d'interès nacional |                     | Modifica les dades a Wikidata |
|        | abric del Mas d'en Gran             | Montblanc | jaciment arqueològic gruta amb art rupestre |         | 41° 19′ 46″ N, 1° 06′ 08″ E / 41.329526°N,1.102195°E | bé d'interès cultural lloc component de Patrimoni de la Humanitat bé cultural d'interès nacional |                     | Modifica les dades a Wikidata |
|        | abric del Mas d'en Ramon d'en Bessó | Montblanc | jaciment arqueològic gruta amb art rupestre |         | 41° 21′ 13″ N, 1° 06′ 20″ E / 41.353652°N,1.105663°E | bé d'interès cultural lloc component de Patrimoni de la Humanitat bé cultural d'interès nacional |                     | Modifica les dades a Wikidata |
|        | abrics del Mas d'en Britus          | Montblanc | jaciment arqueològic abric rocós            |         | 41° 19′ 21″ N, 1° 06′ 25″ E / 41.322558°N,1.107079°E |                                                                                                  |                     | Modifica les dades a Wikidata |
|        | cova de les Creus                   | Montblanc | jaciment arqueològic gruta amb art rupestre |         | 41° 19′ 26″ N, 1° 05′ 46″ E / 41.323943°N,1.096142°E | bé d'interès cultural lloc component de Patrimoni de la Humanitat bé cultural d'interès nacional |                     | Modifica les dades a Wikidata |
|        | el Portell de les Lletres           | Montblanc | jaciment arqueològic gruta amb art rupestre |         | 41° 21′ 11″ N, 1° 06′ 43″ E / 41.353019°N,1.111998°E | bé d'interès cultural lloc component de Patrimoni de la Humanitat bé cultural d'interès nacional |                     | Modifica les dades a Wikidata |

## masia
| imatge | Nom                             | Ubicat a  | instància de | Detalls                          | coordenades                                                                    | Protecció                                  | Commons (més fotos)             | Dades a WD                    |
| ------ | ------------------------------- | --------- | ------------ | -------------------------------- | ------------------------------------------------------------------------------ | ------------------------------------------ | ------------------------------- | ----------------------------- |
|        | Cal Gat                         | Montblanc | masia        |                                  | 41° 18′ 47″ N, 1° 07′ 35″ E / 41.3130161898527°N,1.1263456803172°E             |                                            |                                 | Modifica les dades a Wikidata |
|        | Cal Giró                        | Montblanc | masia        |                                  | 41° 22′ 31″ N, 1° 13′ 39″ E / 41.3753085848055°N,1.22747855025452°E            |                                            |                                 | Modifica les dades a Wikidata |
|        | Cal Mallatar                    | Montblanc | masia        |                                  | 41° 22′ 38″ N, 1° 13′ 45″ E / 41.3770903744646°N,1.22912820827127°E            |                                            |                                 | Modifica les dades a Wikidata |
|        | Cal Marià                       | Montblanc | masia        |                                  | 41° 18′ 42″ N, 1° 07′ 23″ E / 41.3115736952374°N,1.12294655115458°E            |                                            |                                 | Modifica les dades a Wikidata |
|        | Cal Moixelo                     | Montblanc | masia        |                                  | 41° 18′ 48″ N, 1° 07′ 49″ E / 41.3134245303459°N,1.13040768369053°E            |                                            |                                 | Modifica les dades a Wikidata |
|        | Cal Penedès                     | Montblanc | masia        |                                  | 41° 18′ 46″ N, 1° 07′ 33″ E / 41.3128461646303°N,1.12586075514659°E            |                                            |                                 | Modifica les dades a Wikidata |
|        | Can Poblet                      | Montblanc | masia        | Estil: arquitectura popular      | 41° 24′ 51″ N, 1° 10′ 19″ E / 41.414205°N,1.171889°E                           | bé integrant del patrimoni cultural català |                                 | Modifica les dades a Wikidata |
|        | Granja Foraster                 | Montblanc | masia        | Estil: arquitectura popular      | 41° 22′ 11″ N, 1° 09′ 31″ E / 41.36974°N,1.1585°E                              | bé integrant del patrimoni cultural català |                                 | Modifica les dades a Wikidata |
|        | Horta Ca l'Alfonso de Montblanc | Montblanc | masia        | Estil: arquitectura popular 1926 | 41° 22′ 38″ N, 1° 10′ 00″ E / 41.377245°N,1.16679°E ca:Ctra. Prenafeta, km 0,5 | bé integrant del patrimoni cultural català | Horta Ca l'Alfonso de Montblanc | Modifica les dades a Wikidata |
|        | Hostal del Gall                 | Montblanc | masia        |                                  | 41° 23′ 51″ N, 1° 10′ 23″ E / 41.3974089439748°N,1.17316966986995°E            |                                            |                                 | Modifica les dades a Wikidata |
|        | Mas Nou                         | Montblanc | masia        |                                  | 41° 22′ 25″ N, 1° 12′ 06″ E / 41.373665288195°N,1.2016256023166°E              |                                            |                                 | Modifica les dades a Wikidata |
|        | Mas Sabaters                    | Montblanc | masia        |                                  | 41° 20′ 39″ N, 1° 05′ 21″ E / 41.3440729188658°N,1.08912156625296°E            |                                            |                                 | Modifica les dades a Wikidata |
|        | Mas Vell                        | Montblanc | masia        |                                  | 41° 22′ 32″ N, 1° 12′ 10″ E / 41.375484591165°N,1.2027712399052°E              |                                            |                                 | Modifica les dades a Wikidata |
|        | Mas d'Anda                      | Montblanc | masia        |                                  | 41° 19′ 24″ N, 1° 06′ 37″ E / 41.32320556°N,1.11034444°E                       |                                            |                                 | Modifica les dades a Wikidata |
|        | Mas d'en Soler                  | Montblanc | masia        |                                  | 41° 21′ 04″ N, 1° 07′ 18″ E / 41.3511199982013°N,1.12160746721889°E            |                                            |                                 | Modifica les dades a Wikidata |
|        | Mas d'en Sucrero                | Montblanc | masia        |                                  | 41° 22′ 02″ N, 1° 10′ 38″ E / 41.36723553871°N,1.17715868375647°E              |                                            |                                 | Modifica les dades a Wikidata |
|        | Mas d'en Tous                   | Montblanc | masia        |                                  | 41° 19′ 04″ N, 1° 05′ 54″ E / 41.3176389507042°N,1.09847211015797°E            |                                            |                                 | Modifica les dades a Wikidata |
|        | Mas de Belart                   | Montblanc | masia        |                                  | 41° 23′ 44″ N, 1° 08′ 20″ E / 41.39566111°N,1.13877222°E                       |                                            |                                 | Modifica les dades a Wikidata |
|        | Mas de Besora                   | Montblanc | masia        |                                  | 41° 20′ 35″ N, 1° 07′ 23″ E / 41.34303889°N,1.12304722°E                       |                                            |                                 | Modifica les dades a Wikidata |
|        | Mas de Caret                    | Montblanc | masia        |                                  | 41° 19′ 09″ N, 1° 05′ 57″ E / 41.3191288216595°N,1.09924121084415°E            |                                            |                                 | Modifica les dades a Wikidata |
|        | Mas de Carlons                  | Montblanc | masia        |                                  | 41° 22′ 59″ N, 1° 08′ 52″ E / 41.38295278°N,1.14780556°E                       |                                            |                                 | Modifica les dades a Wikidata |
|        | Mas de Castells                 | Montblanc | masia        |                                  | 41° 24′ 51″ N, 1° 11′ 32″ E / 41.4141919389999°N,1.19216617390745°E            |                                            |                                 | Modifica les dades a Wikidata |
|        | Mas de Figot                    | Montblanc | masia        |                                  | 41° 22′ 06″ N, 1° 12′ 49″ E / 41.3683197639433°N,1.21354772578445°E            |                                            |                                 | Modifica les dades a Wikidata |
|        | Mas de Fàbio                    | Montblanc | masia        |                                  | 41° 22′ 18″ N, 1° 11′ 36″ E / 41.371733576435°N,1.1933089555451°E              |                                            |                                 | Modifica les dades a Wikidata |
|        | Mas de Gassol                   | Montblanc | masia        |                                  | 41° 23′ 08″ N, 1° 12′ 33″ E / 41.3856542007935°N,1.20922219638464°E            |                                            | Mas de Gassol                   | Modifica les dades a Wikidata |
|        | Mas de Gorrines                 | Montblanc | masia        |                                  | 41° 22′ 26″ N, 1° 08′ 50″ E / 41.3739186768355°N,1.14726978751749°E            |                                            |                                 | Modifica les dades a Wikidata |
|        | Mas de Grasset                  | Montblanc | masia        |                                  | 41° 19′ 22″ N, 1° 11′ 23″ E / 41.3226782110595°N,1.1897639205021°E             |                                            |                                 | Modifica les dades a Wikidata |
|        | Mas de Jaumet                   | Montblanc | masia        |                                  | 41° 20′ 01″ N, 1° 06′ 07″ E / 41.333637540569°N,1.101866619806°E               |                                            |                                 | Modifica les dades a Wikidata |
|        | Mas de Llémena                  | Montblanc | masia        |                                  | 41° 19′ 35″ N, 1° 11′ 33″ E / 41.3263076830111°N,1.19260282844074°E            |                                            |                                 | Modifica les dades a Wikidata |
|        | Mas de Magí                     | Montblanc | masia        |                                  | 41° 20′ 17″ N, 1° 07′ 46″ E / 41.3381681220268°N,1.12936540125355°E            |                                            |                                 | Modifica les dades a Wikidata |
|        | Mas de Marc                     | Montblanc | masia        |                                  | 41° 19′ 48″ N, 1° 06′ 34″ E / 41.3299350475448°N,1.10949025720904°E            |                                            |                                 | Modifica les dades a Wikidata |
|        | Mas de Mateu                    | Montblanc | masia        |                                  | 41° 19′ 22″ N, 1° 04′ 15″ E / 41.3229152635907°N,1.0707665261028°E             |                                            |                                 | Modifica les dades a Wikidata |
|        | Mas de Messeguers               | Montblanc | masia        |                                  | 41° 19′ 17″ N, 1° 11′ 20″ E / 41.321393533557°N,1.18883170743603°E             |                                            |                                 | Modifica les dades a Wikidata |
|        | Mas de Noguers                  | Montblanc | masia        |                                  | 41° 19′ 34″ N, 1° 07′ 49″ E / 41.3261924333769°N,1.13015017468938°E            |                                            |                                 | Modifica les dades a Wikidata |
|        | Mas de Ponet                    | Montblanc | masia        |                                  | 41° 21′ 13″ N, 1° 08′ 10″ E / 41.3536514454291°N,1.13603450319096°E            |                                            |                                 | Modifica les dades a Wikidata |
|        | Mas de Requí                    | Montblanc | masia        |                                  | 41° 19′ 48″ N, 1° 06′ 12″ E / 41.3298968371273°N,1.10333745909444°E            |                                            |                                 | Modifica les dades a Wikidata |
|        | Mas de Rojalons                 | Montblanc | masia        | Estil: arquitectura popular      | 41° 20′ 48″ N, 1° 08′ 38″ E / 41.34667°N,1.14376°E                             | bé integrant del patrimoni cultural català |                                 | Modifica les dades a Wikidata |
|        | Mas de Viló                     | Montblanc | masia        |                                  | 41° 19′ 17″ N, 1° 11′ 04″ E / 41.3213344072017°N,1.18450823033114°E            |                                            |                                 | Modifica les dades a Wikidata |
|        | Mas de Xanoi                    | Montblanc | masia        |                                  | 41° 20′ 35″ N, 1° 11′ 16″ E / 41.3430743560284°N,1.18772893475466°E            |                                            |                                 | Modifica les dades a Wikidata |
|        | Mas de la Marmella              | Montblanc | masia        | Estil: arquitectura popular      |                                                                                | bé integrant del patrimoni cultural català |                                 | Modifica les dades a Wikidata |
|        | Mas de la Paella                | Montblanc | masia        |                                  | 41° 22′ 26″ N, 1° 11′ 22″ E / 41.3738504855383°N,1.18937383471583°E            |                                            |                                 | Modifica les dades a Wikidata |
|        | Mas de la Pasquala              | Montblanc | masia        |                                  | 41° 21′ 54″ N, 1° 07′ 50″ E / 41.3651360047801°N,1.13051786419261°E            | bé integrant del patrimoni cultural català | Mas de la Pasquala              | Modifica les dades a Wikidata |
|        | Mas de la Sabatera              | Montblanc | masia        | Estil: arquitectura popular      | 41° 22′ 42″ N, 1° 12′ 37″ E / 41.37827°N,1.21028°E                             | bé integrant del patrimoni cultural català |                                 | Modifica les dades a Wikidata |
|        | Mas de la Variella              | Montblanc | masia        |                                  | 41° 20′ 06″ N, 1° 08′ 12″ E / 41.3350069707092°N,1.13660214510362°E            |                                            |                                 | Modifica les dades a Wikidata |
|        | Mas de les Planes               | Montblanc | masia        |                                  | 41° 20′ 53″ N, 1° 12′ 27″ E / 41.3480320119481°N,1.20751661453712°E            |                                            |                                 | Modifica les dades a Wikidata |
|        | Mas del Cendrós                 | Montblanc | masia        |                                  | 41° 23′ 54″ N, 1° 10′ 25″ E / 41.398371239248°N,1.173645116016°E               |                                            |                                 | Modifica les dades a Wikidata |
|        | Mas del Foraster                | Montblanc | masia        |                                  | 41° 24′ 00″ N, 1° 08′ 17″ E / 41.4°N,1.13797°E                                 |                                            |                                 | Modifica les dades a Wikidata |
|        | Mas del Forner                  | Montblanc | masia        |                                  | 41° 23′ 34″ N, 1° 12′ 10″ E / 41.3926442656172°N,1.20290632790055°E            |                                            |                                 | Modifica les dades a Wikidata |
|        | Mas del Llor                    | Montblanc | masia        |                                  | 41° 21′ 07″ N, 1° 06′ 37″ E / 41.3520614342245°N,1.11034420739407°E            |                                            |                                 | Modifica les dades a Wikidata |
|        | Mas del Pelacanyes              | Montblanc | masia        |                                  | 41° 20′ 06″ N, 1° 07′ 02″ E / 41.3351342682696°N,1.11731072711831°E            |                                            |                                 | Modifica les dades a Wikidata |
|        | Mas del Pelut                   | Montblanc | masia        |                                  | 41° 23′ 24″ N, 1° 12′ 30″ E / 41.389982824447°N,1.2083520278537°E              |                                            |                                 | Modifica les dades a Wikidata |
|        | Mas del Xuflet                  | Montblanc | masia        |                                  | 41° 19′ 33″ N, 1° 04′ 13″ E / 41.3257154668467°N,1.0701701160148°E             |                                            |                                 | Modifica les dades a Wikidata |
|        | Masia de l'Albert               | Montblanc | masia        |                                  | 41° 19′ 47″ N, 1° 11′ 05″ E / 41.329802688873°N,1.18460766716242°E             |                                            |                                 | Modifica les dades a Wikidata |
|        | Riber                           | Montblanc | masia        |                                  | 41° 22′ 46″ N, 1° 10′ 26″ E / 41.3795150695041°N,1.17393374576715°E            |                                            |                                 | Modifica les dades a Wikidata |
|        | els Pescadors                   | Montblanc | masia        |                                  | 41° 18′ 21″ N, 1° 07′ 41″ E / 41.3058942895694°N,1.12817415370926°E            |                                            |                                 | Modifica les dades a Wikidata |

## molí d'aigua
| imatge | Nom                         | Ubicat a  | instància de      | Detalls                     | coordenades | Protecció                                            | Commons (més fotos)         | Dades a WD                    |
| ------ | --------------------------- | --------- | ----------------- | --------------------------- | --- | ---------------------------------------------------- | --------------------------- | ----------------------------- |
|        | Molinet de Baix             | Montblanc | molí d'aigua      | Estil: arquitectura popular | 41° 23′ 14″ N, 1° 10′ 13″ E / 41.38727°N,1.17036°E                                                                              | bé integrant del patrimoni cultural català           |                             | Modifica les dades a Wikidata |
|        | Molí de Britets             | Montblanc | molí d'aigua      | Estil: arquitectura popular | 41° 21′ 20″ N, 1° 08′ 39″ E / 41.35565°N,1.1443°E                                                                               | bé integrant del patrimoni cultural català           |                             | Modifica les dades a Wikidata |
|        | Molí de Castellví           | Montblanc | molí d'aigua      |                             | 41° 23′ 23″ N, 1° 08′ 40″ E / 41.3897350457741°N,1.14447644670435°E                                                             |                                                      |                             | Modifica les dades a Wikidata |
|        | Molí de Cervera             | Montblanc | molí d'aigua      | Estil: arquitectura popular | 41° 22′ 46″ N, 1° 09′ 46″ E / 41.37939°N,1.16267°E                                                                              | bé integrant del patrimoni cultural català           | Molí de Cervera (Montblanc) | Modifica les dades a Wikidata |
|        | Molí de Dalt                | Montblanc | molí d'aigua      | Estil: arquitectura popular | 41° 23′ 31″ N, 1° 10′ 19″ E / 41.391978°N,1.172063°E                                                                            | bé integrant del patrimoni cultural català           |                             | Modifica les dades a Wikidata |
|        | Molí de Dins                | Montblanc | molí d'aigua      | Estil: arquitectura popular | 41° 21′ 21″ N, 1° 09′ 02″ E / 41.35584°N,1.15057°E                                                                              | bé integrant del patrimoni cultural català           |                             | Modifica les dades a Wikidata |
|        | Molí de Fora                | Montblanc | molí d'aigua      | Estil: arquitectura popular | 41° 21′ 25″ N, 1° 09′ 14″ E / 41.35689°N,1.15389°E                                                                              | bé integrant del patrimoni cultural català           |                             | Modifica les dades a Wikidata |
|        | Molí de Llorac              | Montblanc | molí d'aigua      | Estil: arquitectura popular | | bé integrant del patrimoni cultural català           |                             | Modifica les dades a Wikidata |
|        | Molí de Pas de Montblanc    | Montblanc | molí d'aigua      | Estil: arquitectura popular | 41° 22′ 40″ N, 1° 10′ 10″ E / 41.377718°N,1.169335°E                                                                            | bé integrant del patrimoni cultural català           |                             | Modifica les dades a Wikidata |
|        | Molí de Ponet               | Montblanc | molí d'aigua      | Estil: arquitectura popular | 41° 21′ 14″ N, 1° 08′ 00″ E / 41.35387°N,1.13347°E                                                                              | bé integrant del patrimoni cultural català           |                             | Modifica les dades a Wikidata |
|        | Molí de Vinyols             | Montblanc | molí d'aigua molí | Estil: arquitectura popular | 41° 22′ 03″ N, 1° 09′ 29″ E / 41.367395°N,1.15815°E                                                                             | bé integrant del patrimoni cultural català           |                             | Modifica les dades a Wikidata |
|        | Molí de la Farga            | Montblanc | molí d'aigua      | Estil: arquitectura popular | 41° 21′ 31″ N, 1° 10′ 53″ E / 41.358518°N,1.181335°E ca:camí des de la ctra. N-240-a                                            | bé integrant del patrimoni cultural català           |                             | Modifica les dades a Wikidata |
|        | Molí de la Vall             | Montblanc | molí d'aigua      | Estil: arquitectura popular | 41° 21′ 20″ N, 1° 08′ 50″ E / 41.35558°N,1.14725°E                                                                              | bé integrant del patrimoni cultural català           |                             | Modifica les dades a Wikidata |
|        | Molí del Castellví          | Montblanc | molí d'aigua      | Estil: arquitectura popular | 41° 23′ 23″ N, 1° 08′ 41″ E / 41.389835°N,1.144672°E                                                                            | bé integrant del patrimoni cultural català           |                             | Modifica les dades a Wikidata |
|        | Molí del Celdoni            | Montblanc | molí d'aigua      | Estil: arquitectura popular | 41° 21′ 52″ N, 1° 10′ 35″ E / 41.364329°N,1.176307°E ca:Descampat a la dreta del riu Francolí                                   | bé integrant del patrimoni cultural català           |                             | Modifica les dades a Wikidata |
|        | Molí del Malet de Montblanc | Montblanc | molí d'aigua      | Estil: arquitectura popular | 41° 22′ 05″ N, 1° 10′ 55″ E / 41.368115°N,1.18207°E                                                                             | bé integrant del patrimoni cultural català           |                             | Modifica les dades a Wikidata |
|        | Molí del Moletas            | Montblanc | molí d'aigua      | Estil: arquitectura popular | 41° 21′ 00″ N, 1° 07′ 37″ E / 41.34998°N,1.12694°E                                                                              | bé integrant del patrimoni cultural català           |                             | Modifica les dades a Wikidata |
|        | Molí del Pinetell           | Montblanc | molí d'aigua      | Estil: arquitectura popular | 41° 18′ 24″ N, 1° 07′ 43″ E / 41.306529°N,1.128514°E                                                                            | bé integrant del patrimoni cultural català           |                             | Modifica les dades a Wikidata |
|        | Molí del Povilalta          | Montblanc | molí d'aigua      | Estil: arquitectura popular | | bé integrant del patrimoni cultural català           |                             | Modifica les dades a Wikidata |
|        | Molí dels Capellans         | Montblanc | molí d'aigua      | Estil: arquitectura popular | 41° 22′ 45″ N, 1° 09′ 41″ E / 41.379154°N,1.161302°E                                                                            | bé cultural d'interès local                          |                             | Modifica les dades a Wikidata |
|        | Museu Molins de la Vila     | Montblanc | molí d'aigua      | Estil: arquitectura gòtica  | 41° 22′ 30″ N, 1° 10′ 38″ E / 41.3751°N,1.17724°E ca:Camí que surt de la carretera de Prenafeta. Dreta del riu Anguera 316 msnm | bé d'interès cultural bé cultural d'interès nacional | Molins de la Vila           | Modifica les dades a Wikidata |

## monument
| imatge | Nom                                 | Ubicat a  | instància de   | Detalls                                                            | coordenades                                              | Protecció | Commons (més fotos)                 | Dades a WD                    |
| ------ | ----------------------------------- | --------- | -------------- | ------------------------------------------------------------------ | -------------------------------------------------------- | --------- | ----------------------------------- | ----------------------------- |
|        | Monument a Joan Amades              | Montblanc | monument       | Anomenat per: Joan Amades i Gelats Commemora: Joan Amades i Gelats |                                                          |           | Monument a Joan Amades              | Modifica les dades a Wikidata |
|        | Monument a la Ciutat Gegantera 2006 | Montblanc | monument       |                                                                    |                                                          |           | Monument a la Ciutat Gegantera 2006 | Modifica les dades a Wikidata |
|        | Monument als Gegants de Montblanc   | Montblanc | monument       |                                                                    |                                                          |           | Monument als Gegants de Montblanc   | Modifica les dades a Wikidata |
|        | Taula dels Quatre Batlles           | Montblanc | monument taula |                                                                    | 41° 19′ 36″ N, 1° 03′ 54″ E / 41.32660556°N,1.06500833°E |           |                                     | Modifica les dades a Wikidata |

## muntanya
| imatge | Nom                      | Ubicat a                     | instància de       | Detalls | coordenades                                                                 | Protecció | Commons (més fotos)     | Dades a WD                    |
| ------ | ------------------------ | ---------------------------- | ------------------ | ------- | --------------------------------------------------------------------------- | --------- | ----------------------- | ----------------------------- |
|        | Cantacorbs (Montblanc)   | Montblanc                    | muntanya           |         | 41° 19′ 47″ N, 1° 06′ 53″ E / 41.3297°N,1.11464°E 1022.6 msnm               |           |                         | Modifica les dades a Wikidata |
|        | Cantaguineus             | Montblanc                    | muntanya           |         | 41° 19′ 07″ N, 1° 06′ 43″ E / 41.31874528°N,1.11188056°E                    |           |                         | Modifica les dades a Wikidata |
|        | Mola de la Roquerola     | Montblanc Mont-ral           | muntanya           |         | 41° 19′ 13″ N, 1° 03′ 55″ E / 41.32035°N,1.065325°E 1058 msnm               |           | Mola de la Roquerola    | Modifica les dades a Wikidata |
|        | Mola del Guerxet         | Montblanc                    | muntanya           |         | 41° 20′ 16″ N, 1° 04′ 08″ E / 41.337777777778°N,1.0688888888889°E 1121 msnm |           |                         | Modifica les dades a Wikidata |
|        | Mola dels Quatre Termes  | Montblanc Vimbodí i Poblet   | muntanya           |         | 41° 19′ 50″ N, 1° 03′ 54″ E / 41.330457°N,1.064933°E 1118 msnm              |           |                         | Modifica les dades a Wikidata |
|        | Puigcabrer               | Montblanc Valls la Riba      | muntanya           |         | 41° 18′ 55″ N, 1° 11′ 29″ E / 41.3153344091°N,1.19129326727°E 524 msnm      |           | Puigcabrer              | Modifica les dades a Wikidata |
|        | Punta del Xena           | Montblanc                    | muntanya           |         | 41° 25′ 15″ N, 1° 10′ 26″ E / 41.4207°N,1.17397°E 408.3 msnm                |           |                         | Modifica les dades a Wikidata |
|        | Serra d'en Bardina       | Montblanc                    | muntanya serralada |         | 41° 20′ 59″ N, 1° 09′ 16″ E / 41.34986111°N,1.15445556°E                    |           |                         | Modifica les dades a Wikidata |
|        | Serret dels Avencs       | Montblanc                    | muntanya           |         | 41° 19′ 22″ N, 1° 06′ 59″ E / 41.32288056°N,1.11637778°E 898.1 msnm         |           |                         | Modifica les dades a Wikidata |
|        | Tossal Gros              | Figuerola del Camp Montblanc | muntanya           |         | 41° 22′ 31″ N, 1° 14′ 22″ E / 41.3753563472°N,1.23938718304°E 867 msnm      |           | Tossal Gros (Montblanc) | Modifica les dades a Wikidata |
|        | Tossal d'en Punyet       | Montblanc Blancafort Pira    | muntanya           |         | 41° 25′ 37″ N, 1° 10′ 22″ E / 41.42699167°N,1.17273889°E 611.4 msnm         |           |                         | Modifica les dades a Wikidata |
|        | Tossal de la Somerota    | Figuerola del Camp Montblanc | muntanya           |         | 41° 21′ 24″ N, 1° 13′ 32″ E / 41.35665278°N,1.22550556°E 766 msnm           |           | Tossal de la Somerota   | Modifica les dades a Wikidata |
|        | Tossal de les Forques    | Montblanc                    | muntanya           |         | 41° 23′ 58″ N, 1° 11′ 00″ E / 41.399466°N,1.183199°E 382.6 msnm             |           |                         | Modifica les dades a Wikidata |
|        | Tossal de les Venes      | Montblanc                    | muntanya           |         | 41° 20′ 37″ N, 1° 08′ 03″ E / 41.34373889°N,1.13424139°E 583.7 msnm         |           |                         | Modifica les dades a Wikidata |
|        | Tossal del Llanut        | Montblanc                    | muntanya           |         | 41° 23′ 32″ N, 1° 12′ 06″ E / 41.392164°N,1.201679°E 386.5 msnm             |           |                         | Modifica les dades a Wikidata |
|        | Tossal del Llurba        | Montblanc                    | muntanya           |         | 41° 24′ 52″ N, 1° 09′ 44″ E / 41.4145°N,1.16214°E 404.4 msnm                |           |                         | Modifica les dades a Wikidata |
|        | Tossal del Pinetell      | Montblanc                    | muntanya           |         | 41° 23′ 33″ N, 1° 11′ 44″ E / 41.39255833°N,1.19561389°E 411.8 msnm         |           |                         | Modifica les dades a Wikidata |
|        | la Tossa (Montblanc)     | Montblanc                    | muntanya           |         | 41° 22′ 41″ N, 1° 08′ 07″ E / 41.37793611°N,1.13528528°E 545.6 msnm         |           |                         | Modifica les dades a Wikidata |
|        | les Guixeres (Montblanc) | Montblanc                    | muntanya           |         | 41° 20′ 23″ N, 1° 13′ 02″ E / 41.33964167°N,1.2173475°E 614.2 msnm          |           |                         | Modifica les dades a Wikidata |

## nucli de població
| imatge | Nom                        | Ubicat a  | instància de                | Detalls | coordenades                                                          | Protecció | Commons (més fotos) | Dades a WD                    |
| ------ | -------------------------- | --------- | --------------------------- | ------- | -------------------------------------------------------------------- | --------- | ------------------- | ----------------------------- |
|        | Rojalons                   | Montblanc | nucli de població           |         | 41° 20′ 48″ N, 1° 08′ 37″ E / 41.34666667°N,1.14361111°E ca:Rojalons |           |                     | Modifica les dades a Wikidata |
|        | els Cogullons              | Montblanc | nucli de població           |         | 41° 19′ 55″ N, 1° 04′ 47″ E / 41.331944°N,1.079722°E 1052 msnm       |           | Els Cogullons       | Modifica les dades a Wikidata |
|        | la Barceloneta (Montblanc) | Montblanc | nucli de població despoblat |         | 41° 22′ 19″ N, 1° 13′ 30″ E / 41.371875°N,1.22508889°E               |           |                     | Modifica les dades a Wikidata |
|        | la Bartra                  | Montblanc | nucli de població           |         | 41° 19′ 20″ N, 1° 05′ 59″ E / 41.32222222°N,1.09972222°E 729 msnm    |           | La Bartra           | Modifica les dades a Wikidata |

## plaça
| imatge | Nom                                | Ubicat a  | instància de | Detalls                                         | coordenades                                                             | Protecció                   | Commons (més fotos)              | Dades a WD                    |
| ------ | ---------------------------------- | --------- | ------------ | ----------------------------------------------- | ----------------------------------------------------------------------- | --------------------------- | -------------------------------- | ----------------------------- |
|        | Plaça Major de Montblanc           | Montblanc | plaça        | Estil: arquitectura gòtica arquitectura popular | 41° 22′ 36″ N, 1° 09′ 41″ E / 41.3766°N,1.16146°E ca:Pl. Major 340 msnm | bé cultural d'interès local | Plaça Major (Montblanc)          | Modifica les dades a Wikidata |
|        | Plaça de Sant Miquel 2 (Montblanc) | Montblanc | plaça        |                                                 |                                                                         |                             | Plaça 1 d'Octubre (Montblanc)    | Modifica les dades a Wikidata |
|        | plaça de Sant Miquel               | Montblanc | plaça        |                                                 | 41° 22′ 33″ N, 1° 09′ 45″ E / 41.375933°N,1.162424°E                    |                             | Plaça de Sant Miquel (Montblanc) | Modifica les dades a Wikidata |

## polígon industrial
| imatge | Nom                               | Ubicat a  | instància de       | Detalls | coordenades                                                         | Protecció | Commons (més fotos) | Dades a WD                    |
| ------ | --------------------------------- | --------- | ------------------ | ------- | ------------------------------------------------------------------- | --------- | ------------------- | ----------------------------- |
|        | Polígon industrial Les Tres Eres  | Montblanc | polígon industrial |         | 41° 22′ 32″ N, 1° 10′ 07″ E / 41.375622036516°N,1.16870950645221°E  |           |                     | Modifica les dades a Wikidata |
|        | Polígon industrial Lluís Companys | Montblanc | polígon industrial |         | 41° 22′ 16″ N, 1° 10′ 11″ E / 41.3712433864983°N,1.16976498850595°E |           |                     | Modifica les dades a Wikidata |
|        | Polígon industrial Plans de Jori  | Montblanc | polígon industrial |         | 41° 23′ 33″ N, 1° 08′ 37″ E / 41.3925926926102°N,1.14351005787839°E |           |                     | Modifica les dades a Wikidata |

## pont
| imatge | Nom                       | Ubicat a  | instància de | Detalls                                         | coordenades                                                       | Protecció                                  | Commons (més fotos)    | Dades a WD                    |
| ------ | ------------------------- | --------- | ------------ | ----------------------------------------------- | ----------------------------------------------------------------- | ------------------------------------------ | ---------------------- | ----------------------------- |
|        | Pont Vell de Montblanc    | Montblanc | pont         | Estil: arquitectura romànica Travessa: Francolí | 41° 22′ 49″ N, 1° 09′ 41″ E / 41.380294444444°N,1.1613305555556°E | bé cultural d'interès local                | Pont Vell de Montblanc | Modifica les dades a Wikidata |
|        | Pont del Molí de la Farga | Montblanc | pont         | Estil: arquitectura popular                     | 41° 22′ 52″ N, 1° 08′ 41″ E / 41.381214°N,1.144659°E              | bé integrant del patrimoni cultural català |                        | Modifica les dades a Wikidata |

## porta de ciutat
| imatge | Nom                               | Ubicat a  | instància de    | Detalls | coordenades                                                       | Protecció | Commons (més fotos)               | Dades a WD                    |
| ------ | --------------------------------- | --------- | --------------- | ------- | ----------------------------------------------------------------- | --------- | --------------------------------- | ----------------------------- |
|        | Portal de Bover                   | Montblanc | porta de ciutat |         | 41° 22′ 36″ N, 1° 09′ 50″ E / 41.376592°N,1.163865°E              |           | Portal de Bover                   | Modifica les dades a Wikidata |
|        | Portal de Sant Antoni (Montblanc) | Montblanc | porta de ciutat |         | 41° 22′ 44″ N, 1° 09′ 42″ E / 41.3790138307462°N,1.161690434849°E |           | Portal de Sant Antoni (Montblanc) | Modifica les dades a Wikidata |
|        | Torre de Sant Jordi (Montblanc)   | Montblanc | porta de ciutat |         | 41° 22′ 31″ N, 1° 09′ 39″ E / 41.375144°N,1.160939°E              |           | Torre de Sant Jordi (Montblanc)   | Modifica les dades a Wikidata |

## serra
| imatge | Nom                   | Ubicat a                     | instància de | Detalls | coordenades                                                       | Protecció | Commons (més fotos)               | Dades a WD                    |
| ------ | --------------------- | ---------------------------- | ------------ | ------- | ----------------------------------------------------------------- | --------- | --------------------------------- | ----------------------------- |
|        | Serra Carbonària      | Montblanc Figuerola del Camp | serra        |         | 41° 21′ 57″ N, 1° 13′ 35″ E / 41.36596944°N,1.22636389°E 867 msnm |           | Serra Carbonera (Montblanc)       | Modifica les dades a Wikidata |
|        | Serra de les Guixeres | Montblanc Valls              | serra        |         | 41° 19′ 36″ N, 1° 11′ 46″ E / 41.3268°N,1.19602°E 706 msnm        |           | Serra de les Guixeres (Montblanc) | Modifica les dades a Wikidata |

## àliga
| imatge | Nom                       | Ubicat a  | instància de | Detalls | coordenades | Protecció | Commons (més fotos)       | Dades a WD                    |
| ------ | ------------------------- | --------- | ------------ | ------- | ----------- | --------- | ------------------------- | ----------------------------- |
|        | Àliga de Montblanc        | Montblanc | àliga        |         |             |           | Àliga de Montblanc        | Modifica les dades a Wikidata |
|        | Àliga petita de Montblanc | Montblanc | àliga        |         |             |           | Àliga petita de Montblanc | Modifica les dades a Wikidata |

## Misc
| imatge | Nom                                    | Ubicat a                                                          | instància de                                                  | Detalls | coordenades                                                                                   | Protecció                                            | Commons (més fotos)                   | Dades a WD                    |
| ------ | -------------------------------------- | ----------------------------------------------------------------- | ------------------------------------------------------------- | --- | --------------------------------------------------------------------------------------------- | ---------------------------------------------------- | ------------------------------------- | ----------------------------- |
|        | Aqüeducte de Sant Joan                 | Montblanc                                                         | aqüeducte pont                                                | Estil: arquitectura popular                                                                                       | 41° 22′ 40″ N, 1° 09′ 19″ E / 41.37771°N,1.155342°E                                           | bé integrant del patrimoni cultural català           | Aqüeducte de Sant Joan (Montblanc)    | Modifica les dades a Wikidata |
|        | Call jueu de Montblanc                 | Montblanc                                                         | call                                                          | Estil: arquitectura gòtica                                                                                        | 41° 22′ 36″ N, 1° 09′ 47″ E / 41.3767°N,1.16292°E                                             | bé cultural d'interès local                          | Carrer dels Jueus (Montblanc)         | Modifica les dades a Wikidata |
|        | Casa de la Vila de Montblanc           | Montblanc                                                         | casa consistorial                                             | Estil: arquitectura gòtica arquitectura del Renaixement                                                           | 41° 22′ 36″ N, 1° 09′ 41″ E / 41.376672°N,1.161362°E                                          | bé cultural d'interès local                          | Ajuntament de Montblanc               | Modifica les dades a Wikidata |
|        | Coll de Lilla                          | Montblanc Valls                                                   | collada port de muntanya                                      | | 41° 20′ 27″ N, 1° 13′ 09″ E / 41.3408°N,1.21917°E 593.4 msnm                                  |                                                      |                                       | Modifica les dades a Wikidata |
|        | Conjunt històric de Montblanc          | Montblanc                                                         | centre històric                                               | | 41° 22′ 35″ N, 1° 09′ 41″ E / 41.376388888889°N,1.1613888888889°E                             | bé d'interès cultural bé cultural d'interès nacional | Conjunt històric de Montblanc         | Modifica les dades a Wikidata |
|        | Ducat de Montblanc                     | Montblanc                                                         | ducat jurisdiccional noblesa espanyola càrrec títol nobiliari | 1387 Anomenat per: Montblanc                                                                                      |                                                                                               |                                                      |                                       | Modifica les dades a Wikidata |
|        | Escultura Sant Jordi a Montblanc       | Montblanc                                                         | obra escultòrica                                              | |                                                                                               |                                                      | Escultura Sant Jordi a Montblanc      | Modifica les dades a Wikidata |
|        | Estació de Montblanc                   | Montblanc                                                         | estació de ferrocarril                                        | | 41° 22′ 36″ N, 1° 09′ 56″ E / 41.37661111111111°N,1.1655277777777775°E                        |                                                      | Montblanc train station               | Modifica les dades a Wikidata |
|        | Gargoyles of Santa Maria de Montblanc  | Montblanc                                                         | gàrgola                                                       | |                                                                                               |                                                      | Gargoyles of Santa Maria de Montblanc | Modifica les dades a Wikidata |
|        | Granges del Ricard                     | Montblanc                                                         | granja                                                        | | 41° 24′ 24″ N, 1° 10′ 11″ E / 41.4066508216597°N,1.16981220569437°E                           |                                                      |                                       | Modifica les dades a Wikidata |
|        | Mulassa de Montblanc                   | Montblanc                                                         | mulassa                                                       | |                                                                                               |                                                      | Mulassa de Montblanc                  | Modifica les dades a Wikidata |
|        | Pedanies de Montblanc                  | Montblanc                                                         | assentament humà                                              | |                                                                                               |                                                      | Pedanies de Montblanc                 | Modifica les dades a Wikidata |
|        | Poblat ibèric del Pla de Santa Bàrbara | Montblanc                                                         | poblat ibèric                                                 | | 41° 22′ 41″ N, 1° 09′ 38″ E / 41.37811111°N,1.16041667°E                                      | bé integrant del patrimoni cultural català           | Pla de Santa Bárbara                  | Modifica les dades a Wikidata |
|        | Recinte Cementiri de Montblanc         | Montblanc                                                         | cementiri                                                     | Estil: arquitectura neoclàssica 19th century                                                                      | 41° 22′ 59″ N, 1° 09′ 52″ E / 41.383182°N,1.164446°E                                          | bé integrant del patrimoni cultural català           | Recinte Cementiri de Montblanc        | Modifica les dades a Wikidata |
|        | Sabates                                | Montblanc                                                         | vèrtex geodèsic                                               | Alt: 1.2m | 41° 20′ 50″ N, 1° 05′ 12″ E / 41.347138°N,1.086688°E 1086.698 msnm                            |                                                      |                                       | Modifica les dades a Wikidata |
|        | Torre dels Cinc Cantons                | Montblanc                                                         | torre de defensa                                              | | 41° 22′ 44″ N, 1° 09′ 45″ E / 41.3790271984961°N,1.16252714448986°E ca:Muralla de Santa Tecla |                                                      | Torre dels Cinc Cantons               | Modifica les dades a Wikidata |
|        | Tossal Gros de Miramar                 | Cabra del Camp Figuerola del Camp el Pla de Santa Maria Montblanc | àrea protegida Pla d'Espais d'Interès Natural                 | 1992 Superfície: 1481.73718ha                                                                                     | 41° 22′ 23″ N, 1° 14′ 44″ E / 41.373073°N,1.245553°E                                          |                                                      | Tossal Gros de Miramar                | Modifica les dades a Wikidata |
|        | Túnel del Coll de Lilla                | Montblanc Valls                                                   | túnel de carretera                                            | 2023-10-23 Travessa: Coll de Lilla Hi passa: Autovia Tarragona-Montblanc Llarg: 1485m Anomenat per: Coll de Lilla | 41° 19′ 59″ N, 1° 13′ 32″ E / 41.333°N,1.2256°E                                               |                                                      |                                       | Modifica les dades a Wikidata |
|        | Urbanització les Arcades               | Montblanc                                                         | barri                                                         | Arquitecte: Josep Emili Donato i Folch                                                                            | 41° 22′ 35″ N, 1° 09′ 30″ E / 41.37646263844745°N,1.1582920377480452°E                        |                                                      |                                       | Modifica les dades a Wikidata |
|        | corral de la Marieta                   | Montblanc                                                         | cabana                                                        | | 41° 20′ 28″ N, 1° 06′ 04″ E / 41.3409735387044°N,1.10103207915926°E                           |                                                      |                                       | Modifica les dades a Wikidata |
|        | la Sallida                             | Montblanc                                                         | zona humida                                                   | | 41° 21′ 59″ N, 1° 10′ 52″ E / 41.366463°N,1.181075°E                                          |                                                      |                                       | Modifica les dades a Wikidata |
|        | recinte emmurallat de Montblanc        | Montblanc                                                         | muralla urbana                                                | | 41° 22′ 30″ N, 1° 09′ 48″ E / 41.375029°N,1.16334°E                                           | bé d'interès cultural bé cultural d'interès nacional | Recinte emmurallat de Montblanc       | Modifica les dades a Wikidata |
|        | sitja de Montblanc                     | Montblanc                                                         | sitja                                                         | Estil: Tipo D 1970 Superfície: 371m²                                                                              | 41° 22′ 26″ N, 1° 10′ 05″ E / 41.37388888888889°N,1.1681388888888888°E                        |                                                      |                                       | Modifica les dades a Wikidata |